# FC Dinamo Sujum
El FC Dinamo Sujum (del ruso: ФК «Динамо» Сухум) es un equipo de fútbol de Abjasia que juega en la Liga de Abjasia, la primera división de fútbol en el territorio.

## Historia
Fue fundado en el año 1927 en la ciudad de Sujumi y se unió al sistema de fútbol de la Unión Soviética en el año 1936, logrando participar en la Segunda Liga Soviética en varias temporadas y produciendo gran cantidad de futbolistas que han sido seleccionados nacionales, principalmente de Rusia y Georgia.
El club se consagró campeón de la Liga Soviética de Georgia en dos ocasiones, ambas en la década de los años 1940s y de manera consecutiva.
En 1990 en Georgia nace la Umaglesi Liga, la cual incluye a los mejores equipos de Georgia como el FC Dinamo Tbilisi y el FC Torpedo Kutaisi, pero el FC Dinamo Sukhumi decide mantenerse dentro del sistema de fútbol de Rusia, manteniéndose en la Primera Liga Soviética hasta el año 1991, en donde al mismo tiempo nacen los equipos FC Tskhumi Sukhumi y el FC ASMC Sukhumi creados por exjugadores del club. Luego de que terminara la guerra de Abjasia en 1991, el club paró de jugar temporalmente.
Luego de que volviera la calma y Abjasia se declarara país independiente de facto, el FC Dinamo Sukhumi se convirtió en uno de los equipos fundadores de la Liga de Abjasia en 1994, convirtiéndose en el primer campeón de la liga, pero se retiró de la categoría profesional por varios años luego del título.
En 2009 el club retorno a la Liga de Abjasia.

## Palmarés
- SSR Georgia Champion: 2

1947, 1948
- Liga de Abjasia: 1

1994

## Jugadores

### Jugadores destacados
| - Otari Gabelia - Valter Sanaya - Avtandil Gogoberidze - Georgy Grammatikopulo - Akhrik Tsveiba - Daur Akhvlediani - Ruslan Adzhindzhal - Lev Berezner - Andrei Chekunov - Paulodze Hubbardobodov | - Giorgi Chikhradze - Gocha Gogrichiani - Roman Khagba - Temuri Ketsbaia - Gennadi Bondaruk - Sergei Ovchinnikov - Aleksandr Smirnov |